# Erdélyi Irodalompártolók Köre
Erdélyi Irodalompártolók Köre Nagy Dániel 1922-ben megszervezett lap- és könyvterjesztési vállalkozása. Az aradi Kölcsey Egyesület támogatását élvező s fokozatosan országos jellegűvé fejlesztett, önkéntes bizományosok átfogó hálózatára épített vállalkozás az Aradon megjelent és Budapestről behozott könyveket és folyóiratokat terjesztette, főleg a Pesti Hírlap olcsó ajándékkönyveit, az ún. pengős regényeket, de megszervezte Franyó Zoltán folyóiratának, a Geniusnak a terjesztését is.